# ラフくん
小犬のラフちゃんまたはラフくんは、フジテレビジョンのマスコットキャラクターである。

## 概要
ラフくんは青い犬またはビーグルであり、名前の由来は英語で「笑う」という意味のlaugh（ラフ）に由来する。体色は青く額にサングラスをのせており、マスタードぬきのホットドッグが大好物である。
2017年現在の公式サイト・キャラクターグッズ展開では「正式名称：小犬のラフちゃん。愛称：ラフちゃん・ラフくん」とされている。
1998年10月にフジテレビのバラエティ番組『笑う犬の生活』のキャラクターとして登場した「青い犬」の息子として、フジテレビの2000年1月キャンペーン「フジテレビギン」から登場し、以来フジテレビのイベントや番組に参加してきた。
「親」とされている「青い犬」との違いは、「頭身」・「サングラスの掛け方」等が挙げられる。
フジテレビ本社では玄関前や球体展望室など、あらゆる場所で見る事ができる。キャラクター原案は、『笑う犬』のディレクターだった小松純也。ラフくんへのキャラクター展開は、吉田正樹（当時フジテレビプロデューサー。現ワタナベエンターテインメント代表取締役会長）と星野淳一郎。
妹はBSフジのキャラクターのウメである。
コラムニスト・タレントのみうらじゅんは、フジテレビの番組「ザ・会議室」に出演した際、自身の容姿と似ていることから冗談で「俺とそっくりな奴が出てきた」と発言したある。

## きっかけはラフくん
フジテレビで2002年1月5日 - 9月28日の毎週土曜日12:55 - 13:00(JST)に放送されたテレビアニメ。番組タイトルは2002年からのキャッチコピー「きっかけは、フジテレビ。」から。関東ローカル。
制作
監督を務めた高松信司によればかなりの低予算だったとされ、自ら音響監督と全話絵コンテ・演出を担当することとなり、背景すらなく全セルで制作したとのこと
声の出演
- ラフくん - 今野雅人
- ウメちゃん - 永井杏

スタッフ
- 監督・音響監督・絵コンテ・演出 - 高松信司
- 音楽 - 田ノ岡三郎
- 制作プロデューサー - 土屋貴彦
- アニメーション制作 - ぎゃろっぷ

主題歌
- サブ&まみ「フレンチ・ムートン」

ビデオ
- 2002年7月17日、フジテレビ映像企画部・ポニーキャニオンより発売、尚、DVD版は発売されていない。

CD
- イメージアルバム。2002年11月7日、ソニー・ミュージックエンタテインメントより発売[2]。

| フジテレビ 土曜12:55 - 13:00枠        | フジテレビ 土曜12:55 - 13:00枠 | フジテレビ 土曜12:55 - 13:00枠 |
| 前番組                                | 番組名                         | 次番組                         |
| ------------------------------------- | ------------------------------ | ------------------------------ |
| ストレイシーブ ボーのちっちゃな大冒険 | きっかけはラフくん             | 宇宙大作戦 チョコベーダー      |